# プロ市民
プロ市民（プロしみん）とは、以下のような言葉である。
1. 「自覚・責任感（＝プロ意識）を持つ市民」を意味する造語。2.の意味が普及したため、ほとんどこの意味では用いられない[1]。
2. メディアなどで「市民」「市民団体(メンバー)」と表記されているだけで一般人とは異なる左翼の人達や団体を揶揄する言葉[1][2][3][4]。日本では右派系への時とは異なり、該当人物や団体が左派的イデオロギーであること、酷い場合には少し名前を調べれば別の左翼活動歴もある人物(左翼活動家)、左派組織関係者であることが分かるのに「左翼」と表記されない傾向にある[2]。そのために該当の人物や組織について自ら調べないと、非左派の日本国民でさえも「普段は相手にしていないような発信をしている左翼の主張」に扇動させられてしまう問題がある[2]。右派系ならば「右翼」「右翼活動家」「右翼団体」と表記されるのに、彼ら左派系には「左翼」「左翼活動家」「左翼団体」メンバーとしないダブルスタンダード、現地民でも数的少数派の左翼的意見の持ち主(ら)を「その地域で一般的な意見の人(ら)」であるように誤解させる表記や拡散報道していることを批判する際に用いられる言葉[1][5][3][2][6]。昨今では、「プロ市民」はこの意味で使われることが多い[1][3]。彼らは反原発や反オスプレイなど様々な左派系活動のために県内外から集まる。他の左派系運動も行っている傾向があるため、参加者の顔ぶれが似通っているとの指摘される[7]。

## 発生

### 当初の意味
「自覚・責任感を持つ市民」としての「プロ市民」は、1990年代に佐賀県鹿島市長の桑原允彦が考え出した造語であり、鹿島市の総合計画にも見受けられる。政治にもっと関心を持とう、地域密着型の活動を通しプロ意識を持って政治や地域活動に参加する市民になろうという運動や人々を指す言葉であったが、後述のネガティブな使われの方が普及した。 
「プロ○○（○○の部分には職業や立場等の名称が入る）」という造語がネガティブに使われることはこれ以前からも度々あったので、さほど特殊な用語ではなかった（総会屋の別名である「プロ株主」がその好例）。
この「プロ市民」は、以下で記述されている「プロ市民」との意味合い及び関係性は一切無い。

### 後に普及した意味
「プロ市民」をネガティブに用いる意味としては、「左翼活動家を言い換える隠れ蓑」、「一般人の振りをした左派系政治活動者」を意味する。場合によっては「市民活動で利権を得る者たち」の意味として用いる者もいる。つまり「アマチュアのふりをしたプロによる市民活動」というような意味合いである。プロ市民が左派系市民団体に使われる背景には、右派系が似たような活動を行う際に「市民」ではなく、「右翼団体」「右翼」と表記・報道されてきたからである。鈴木邦男によると日本国民を左か右かに二分するなら右派8.5左派1.5くらいだが、右派には市民活動までする者は僅かであり、選挙さえも行かない人もかなり多い。逆に左派は右派政権が続く日本の政治への不満からほぼ必ず選挙に行くために国政でも地方選挙でも投票率が高く、市民活動する割合も右派よりも圧倒的に高い。そして、メディアには左派シンパがいることで数百人どころか十数人の活動まで報道されるなどメディア露出が多いと述べている。鈴木は参加者やメンバー自体が少なく、国民の多数派からも共感する者が多く得られないであろう左派市民団体の言動がわざわざマスコミに大きく取り上げられてきたことを熱心な右翼活動家だった時は不公平だと思っていたと述べている。鈴木は右派は投票程度しか政治的な行為をしない者が圧倒的多数であり、自身の経験から左派団体専従の総数よりも右派系団体のメンバー総数の方が少ないと述べている。更に鈴木はそもそも日本人に馴染みのある国民を使った国民団体にせずに、「市民」「市民団体」という言葉自体が外国籍もいることを内包しているからと解説している。 専従者  (政治活動を職業とする者)の数の差が右派団体と左派団体の組織力や影響力の差にもなっているとの意見がある。ここでいう「専従者」とは「専従労働組合員」だけでなく、「党職員」、「市民団体役員」「過激な公務員労働組合員」とかである。産経新聞によると、日本人の多数派は「保守」であり、「 普通に働き、普通に家族との時間を大切にしている」「そのような政治的イベントに参加する時間などない」との考え方である。この種の日本人が日本国におけるサイレントマジョリティ層と報道している。安全保障法案反対デモへの報道にて、一部ニュース番組は「普通の人たちが声を上げ始めた」と肯定的に報じたが、カメラをズームアウトすれば○○労組・○○教組・○○連(共産党系外郭・共闘団体)、さらには過激派団体(新左翼団体)などののぼりや旗を掲げており、お茶の間目線でも普通の人とは思えない参加者らであった。産経新聞は、自らの思想信条のために無報酬で左翼活動をしている人の多くは経済的に余裕のある暮らしをして居ない一方で、彼らに動員をかけている団体上層部・弱者の味方を装っている方々は裕福な暮らしをしているとし、「その頂点に君臨しているのが朝日新聞のような気がします。」と皮肉っている。このような「弱者や貧困者の味方」を装っているが自分たちは裕福な暮らしをしている左派系の人々はシャンペン社会主義者やリムジンリベラルと呼ばれる。
ジャーナリストの清谷信一も現行のメディアは一般市民団体と左翼団体をしっかりと分けて伝えるべきであり、し、また「右翼団体」の抗議の場合は「右翼団体」と、報道するのに「プロ市民団体」「左翼団体」は単に「市民団体」と報道されるのは矛盾・ダブルスタンダードだと指摘している。
2018年にテレビ朝日系の報道ステーションでイージス・アショアに「地元住民から不安の声が上がっている」との報道がされた際に、イージス・アショア設置予定地付近の「地元住民」としてVTR紹介された男性が実は市民団体「イージス・アショアを考える勝平の会」共同代表で、更には日本共産党議員をしていた男性だったこともあった。評論家の屋山太郎は「日本での軍事・防衛問題に関する報道は左に偏っており、不健全だ。」「共産党関係者という点に触れない報道ステーションの放送姿勢は公正でなく、『報道詐欺』に等しい。印象操作だ」と批判している。ネットでも「一般人っぽく映しているけど、元共産党秋田市議」「あざとい」「プロ市民じゃん」との批判が噴出した。
また漫画家の小林よしのりは、『新・ゴーマニズム宣言』において「プロ市民」という言葉を用いている。小林は薬害エイズ裁判において、共産党など左翼系も受け入れて原告支援団体を率いる立場となった。しかし、次第に労働組合や、日本民主青年同盟（民青）などの共産党系左派組織に乗っ取られ、結果団体から追い出された挙句にバッシングまでされたためである。この経緯については、『新・ゴーマニズム宣言スペシャル 脱正義論』にて、薬害エイズ支援学生ボランティア団体を「戦争責任追及」など無関係な問題に誘導しようとする左翼活動家たちの暗躍を目の当たりにした小林は、「プロ市民」という言葉を多く用いるようになったと述べている。

## 類語・事例
似ているが非なる言葉に、労働組合、日本共産党など政治団体などで、会社勤めの傍らで活動に従事するのではなく、労働組合や政治団体自体から給与をもらって活動に専念する人間を意味する「専従」「職業革命家（職革）」がある。
市民活動とは、政治についての知識をある程度身に着けている者、若しくは初心者が、問題意識を持って政治などについて議論や集会などの活動を行うものであるが、プロ市民という際、その活動者の活動を「特定グループに属する市民・党派や、特定のプロパガンダ、外国勢力などのために利益誘導の活動を行っているのであろう」とみなした者が否定的文脈において用いている。この「プロ市民」は、プロ株主(総会屋)の持つ意味合いに近い。

「特定グループに属する市民・党派や、特定のプロパガンダ、外国勢力などのために利益誘導の活動を行っている者」と捉えられる限りにおいて、職業的アジテーターや工作員のほか、職業として市民活動と関わる弁護士（特に人権派と呼ばれる弁護士）・政治家・学者であってもプロ市民とされることがある。なお、欧米諸国によく見られるように、政府の政権交代の度に政府上級官僚とNGOあるいはNPO幹部との間で大規模に人的流動が起きる社会では、社会のエリート層として受け止められている市民セクタのプロフェッショナルという階層が存在する。彼らは自らの主義主張と合致しない政権の時期にはNGO、NPOの幹部、専門性の高い部署の活動家として活動し、主義主張の合致する政権が成立すると、政府の上級官僚として迎え入れられて政府スタッフとして活動する。また、政策立案・政策提言を行うシンクタンクもまた、こういった層による非営利団体により運営されている。
アメリカやフィリピン、オーストラリア、イギリスでは一般人と見なされていた人物が実は中国のスパイで、政治の上層部に自らまたその周囲に上り詰めていた例がある。韓国でも「一般人」とされているが、慰安婦像前では反日集会、像から徒歩約5分のアメリカ大使館前では上着を着替えると反米運動もしているプロ市民がいることについて報道されている。

## 左派市民団体の活動実態
- 「（一般）市民を装っているが実際には（左翼）政治活動家である人びと」との解説がある[5]。
- 市民活動（少なくともその一部）に対して懐疑的な立場の者は、発祥とされる2ちゃんねる外でも使用している。ネット上での使用例は多くあり、議員が運営するウェブサイトでも使用例が見受けられる。
- 同様の概念は海外にも存在しており、ドナルド・トランプが自身のTwitterで「professional protesters」と発信し、日本のメディアもこれを「プロ市民」と訳している[20][21]。en:Paid protesterも参照。
- 『週刊新潮』（2007年3月15日号）に、2007年東京都知事選挙候補であった浅野史郎の支援団体（浅野史郎さんのハートに火をつける会）を「プロ市民」と評する記事が掲載された。
- 2005年、東京都杉並区で『新しい歴史教科書』採択にあたり、反対派市民団体による抗議行動が行われたが、
  - 警察庁は2005年の『治安の回顧と展望』において、中核派が「『つくる会の教科書採択に反対する杉並親の会』と共闘して、市民運動を装いながら、杉並区役所の包囲行動、同区教育委員会への抗議・申し入れ、傍聴等に取り組んだ」と伝えた。
  - また公安調査庁の『内外情勢の回顧と展望』では、この抗議活動に中核派が日本教職員組合などに対し、共同行動を呼びかけたものとしている。この抗議活動を見た清谷信一は、大型のラウドスピーカーや演説内容を「用意周到に集まった彼ら」は、まさに「プロ」であったと語っている[22]。